# Publio Vigelio Saturnino
Publio Vigelio Saturnino fue un senador romano del Senado Romano, activo durante el reinado de Marco Aurelio. Es conocido principalmente por ser el funcionario que presidió el juicio de los Mártires Escilitanos, fechado el 17 de julio de 180.
Su nombre completo aparece en inscripciones como «Publio Vigelio Raisio Plario Saturnino Atilio Braduano Caucidio Tértulo». No se conoce con certeza su origen, aunque Géza Alföldy creía que provenía de la zona grecoparlante del imperio. 
Bernard Rémy afirma que, basándose en los elementos de su nombre, Saturnino está relacionado con Herodes Ático.
Solo se conservan fragmentos del cursus honorum de Saturnino, extraídos de diversas fuentes. Su primer cargo registrado, basado en una inscripción en la base de una estatua hallada en Troesmis, fue el de legatus legionis o comandante de la Legio V Macedonica. Se había pensado que esta breve inscripción era evidencia de que había sido gobernador de Mesia Inferior, pero Alföldy ha demostrado que se interpreta con mayor precisión como evidencia de su mando de la V Macedónica. Tanto Rémy como Alföldy datan la duración de su puesto entre el año 159 y el 162.Otro cargo que se le atribuye es el de gobernador de la provincia imperial de Licia y Panfilia, que Rémy fechó entre 162 y 164.Continuó su mandato como cónsul sufecto.
El último cargo que se registra que ocupó Saturnino fue uno de los puntos culminantes de una exitosa carrera consular, el de procónsul gobernador de África, que fue en 180/181; dado que un senador era elegible para este cargo unos quince años después de su consulado, se puede estimar que su consulado fue alrededor del año 165.Fue durante su mandato en África cuando presidió en Cartago el juicio de seis de los 12 cristianos africanos pertencientes al grupo denominado Mártires Escilitanos.
Se desconoce su vida tras renunciar a su cargo. Según los escritos de Tertuliano, perdió la vista en sus últimos años.